# Szlarnik tanzański
Szlarnik tanzański (Zosterops eurycricotus) – gatunek małego ptaka z rodziny szlarników (Zosteropidae). Jest endemitem Tanzanii. Według IUCN jest to gatunek najmniejszej troski.

## Systematyka
Takson ten po raz pierwszy zgodnie z zasadami nazewnictwa binominalnego opisali niemieccy przyrodnicy Gustav Adolf Fischer i Anton Reichenow w 1884 roku na łamach „Journal für Ornithologie”. Autorzy nadali gatunkowi nazwę Zosterops eurycricotus, błędnie przypisując go do rodziny miodojadów (Meliphagidae). Jako miejsce typowe wskazali wulkan am Fusz des Maeru-Berg w Tanzanii. Holotyp dostarczony przez G. Fishera w 1883 roku znajduje się w Hamburg Museum.
Często takson ten uznawany był za podgatunek szlarnika białookiego (Zosterops poliogastrus), ale różni się od niego wyglądem. Jest to gatunek monotypowy.

### Etymologia
- Zosterops (Fosterops): gr. ζωστηρ zōstēr, ζωστηρος zōstēros „pas”; ωψ ōps, ωπος ōpos „oko”[11].
- eurycricotus – gr. ευρυς eurus „szeroki”; gr. κρικωτος krikōtos „obrączkowy”[12].

## Morfologia
Mały ptak o szpiczastym, zakrzywionym, stosunkowo długim, czarnym dziobie z niebieskoczarną podstawą żuchwy. Nogi i stopy od łupkowych do jasnoszarych. Tęczówki od ciemnobrązowych do czarniawych. Nie występuje dymorfizm płciowy. Wokół oczu charakterystyczne szerokie białe obrączki oczne, które od strony dzioba są nieco węższe i przerwane przez niewielką czarną plamkę. Od dzioba do oczu czarne zabarwienie, nad dziobem wąskie, żółte czoło. Górna część głowy i jej boki oraz kark i grzbiet zielonkawe. Gardło żółtawe. Podgardle, dolna część szyi, pierś i brzuch zielonkawożółte. Boki oliwkowozielonkawe. Pokrywy podogonowe żółtawozielone. Ogon ciemnobrązowy z wąskimi zielonkawymi krawędziami, od spodu żółty. Skrzydła czarno-brązowe z żółtawozielonkawymi krawędziami lotek. Spody skrzydeł białawe z żółtawym odcieniem. Młode osobniki przypominają dorosłe. Długość ciała 11–12 cm.

## Zasięg występowania
Szlarnik tanzański występuje tylko w północnej Tanzanii, na stokach wulkanów i gór w regionach Arusza i Kilimandżaro na wysokościach od 1380 do 3400 m n.p.m. Zasięg występowania (EOO, Extent of Occurrence) według szacunków organizacji BirdLife International obejmuje około 15,5 tys. km².

## Ekologia
Jego głównym habitatem są tropikalne lasy górskie i ich obrzeża. Jest gatunkiem osiadłym. Długość pokolenia jest określana na 3,5 roku. Dieta tego gatunku nie jest opisana, ale uważa się, że jest podobna do diety szlarnika żółtolicego (Zosterops kikuyuensis), podobnie jak żerowanie.

### Rozmnażanie
Brak informacji.

## Status zagrożenia
W Czerwonej księdze gatunków zagrożonych Międzynarodowej Unii Ochrony Przyrody szlarnik tanzański jest zaliczany do kategorii LC (ang. Least Concern – gatunek najmniejszej troski). Liczebność populacji nie jest oszacowana, ale gatunek uznaje się za pospolity, a nawet w pewnych obszarach jako liczny. Ze względu na brak badań nad wpływem zmian środowiskowych na liczebność tego gatunku trend jego populacji nie jest określony.